# Совтрансавто-Холдинг проти України
Справа «Совтрансавто-Холдинг проти України» (англ. Case of Sovtransavto Holding v. Ukraine, Application no. 48553/99) — справа, що розглядалася Європейським судом з прав людини у 2002 році за заявою російського акціонерного товариства міжнародних перевезень «Совтрансавто-Холдинг» проти Уряду України. Рішення у справі на користь заявника має важливе прецедентне значення.

## Обставини справи
Заявник, «Совтрансавто-Холдинг», є російським закритим акціонерним товариством, яке було створено у 1993 році. Основним напрямком його діяльності є надання послуг у сфері міжнародних перевезень.
Заявник володів 49% акцій українського закритого акціонерного товариства «Совтрансавто-Луганськ».
3 січня 1996 року збори акціонерів «Совтрансавто-Луганськ» ухвалили рішення про внесення змін до установчих документів підприємства та його реорганізацію на відкрите акціонерне товариство. Вказане рішення було затверджено Виконавчим комітетом Луганської міської ради. 26 грудня 1996 року, 11 серпня 1997 року та 20 жовтня 1997 року директор «Совтрансавто-Луганськ» тричі приймав рішення про збільшення статутного фонду підприємства, внаслідок чого частка заявника в останньому зменшилася із 49 до 20,7%. Згадані рішення були належним чином оформлені та затверджені. Внаслідок проведених змін директор «Совтрансавто-Луганськ» дістав змогу самостійно контролювати управління компанією та її активи. Заявник стверджував, що за такої ситуації «Совтрансавто-Луганськ» могло реалізувати частину свого майна різним організаціям, які перебували під контролем його директора.
Заявник звернувся із позовом до Арбітражного суду Луганської області до «Совтрансавто-Луганськ» і Виконавчого комітету Луганської міської ради, вимагаючи визнання проведеної реорганізації підприємства незаконною. Арбітражний суд Луганської області відмовив у задоволенні позову заявника. 6 березня 1998 року Вищий арбітражний суд України скасував рішення Арбітражного суду Луганської області та направив справу заявника на новий розгляд до Арбітражного суду м. Києва.
3 лютого 1998 року Президент України звернувся із листом до Голови Вищого арбітражного суду України, вимагаючи від останнього забезпечити захист інтересів громадян України. 19 травня 1998 року Президент України вдруге звернув увагу Голови Вищого арбітражного суду України на необхідність захистити національні інтереси.
Державна комісія з цінних паперів та фондового ринку України у межах окремого провадження ухвалила рішення, яким визнала незаконність рішень зборів акціонерів «Совтрансавто-Луганськ».
Арбітражний суд м. Києва відхилив позовні вимоги заявника. Заявник безуспішно оскаржив це рішення до Вищого арбітражного суду України. Після цього заявник безуспішно звертався до Генеральної прокуратури України із клопотанням про вступ прокуратури у процес з метою гарантувати законність останнього. Заявник також вимагав від Голови Вищого арбітражного суду України опротестування в порядку нагляду усіх рішень, ухвалених у справі.
8 липня 1999 року збори акціонерів «Совтрансавто-Луганськ» ухвалили рішення про ліквідацію компанії. Майно підприємства було передане до нової юридичної особи — закритого акціонерного товариства «Транс Кінг».
Протест у порядку нагляду Голови Вищого арбітражного суду України був розглянутий Президією Вищого арбітражного суду 21 квітня 2000 року. За результатами розгляду вона ухвалила рішення, яким скасувала усі попередні рішення у справі й повернула її на повторний розгляд до арбітражного суду м. Києва. Останній частково задовольнив позов заявника. Однак це рішення було оскаржене Генеральною прокуратурою до Апеляційного господарського суду м. Києва, котрий скасував його 24 січня 2002 року. Касація заявника на останнє рішення Апеляційного господарського суду м. Києва була залишена без руху внаслідок неправильного заповнення документів, котрі підтверджували сплату державного мита. Заявнику було запропоновано виправити порушення і звернутися із новою касаційною скаргою. Однак і після усунення заявником допущених недоліків йому було відмовлено у прийнятті його касаційної скарги з мотивів закінчення одномісячного терміну, встановленого для подання такої скарги.

## Норми Конвенції про захист прав людини і основоположних свобод, які були порушені
1. Частина 1 статті 6 Конвенції, «Право на справедливий суд»: Кожен має право на справедливий і публічний розгляд його справи упродовж розумного строку незалежним і безстороннім судом, встановленим законом, який вирішить спір щодо його прав та обов'язків цивільного характеру або встановить обґрунтованість будь-якого висунутого проти нього кримінального обвинувачення. Судове рішення проголошується публічно, але преса і публіка можуть бути не допущені в зал засідань протягом усього судового розгляду або його частини в інтересах моралі, громадського порядку чи національної безпеки в демократичному суспільстві, якщо того вимагають інтереси неповнолітніх або захист приватного життя сторін, або — тією мірою, що визнана судом суворо необхідною, — коли за особливих обставин публічність розгляду може зашкодити інтересам правосуддя[5].
2. Частина 1 статті 1 Протоколу № 1 до Конвенції, «Захист власності»: Кожна фізична або юридична особа має право мирно володіти своїм майном. Ніхто не може бути позбавлений своєї власності інакше як в інтересах суспільства і на умовах, передбачених законом і загальними принципами міжнародного права[6].

## Позиції сторін

### Позиція заявника
Заявник, посилаючись на ч. 1 ст. 6 Конвенції, оскаржував тривалість часу, протягом якого вирішувалась його справа, а також вказував на те, що суди, залучені до її розгляду, не були незалежними та безсторонніми. Крім того, з його точки зору, окремі судові засідання у справі не були відкритими.
Заявник також вважав, що мало місце порушення ч. 1 ст. 1 Протоколу № 1, оскільки він фактично втратив контроль над управлінням підприємством та його майном, що сталося внаслідок затвердження Виконавчим комітетом Луганської міської ради рішень, ухвалених зборами акціонерів «Совтрансавто-Луганськ».
Заявник наголошував і на тому, що отримана ним частка майна підприємства після ліквідації останнього не була співвимірною зі справжньою часткою заявника у статутному фонді підприємства.

### Позиція Уряду України
Уряд України стверджував, що юрисдикція Суду не поширюється на скарги заявника, оскільки останні стосуються подій, окремі з яких мали місце ще до моменту набрання Конвенцією чинності в Україні. Україна визнала право на індивідуальне звернення до Суду 11 вересня 1997 року. Між тим, окремі факти, які оскаржував заявник, мали місце до цієї дати.

## Рішення Суду

### Обґрунтування
Європейський Суд у своєму рішенні щодо прийнятності констатував, що акції, якими володів заявник, мали безсумнівно економічну цінність та становили «майно» в розумінні статті 1 Протоколу № 1.
Суд зазначив, що у цьому випадку заявник спочатку володів 49% акцій ЗАТ «Совтрансавто-Луганськ». Внаслідок кількох збільшень статутного фонду ЗАТ «Совтрансавто-Луганськ» частина капіталу, що була в його володінні, знизилася з 49% до 20,7%. Відтак, зазнали змін власні повноваження заявника як власника акцій, а саме: його здатність керувати товариством та контролювати його майно.
Суд нагадав про три положення, що складають статтю 1 Протоколу № 1. Він зауважує, що у цьому випадку не було ані прямого позбавлення заявника його майна з боку національних органів державної влади, ані іншого втручання, прирівняного до такого позбавлення власності. Суд вважає, що несправедливий характер, який мало провадження у справах, має прямий зв'язок з правом заявника на повагу до його майна. Крім того, втручання органів виконавчої влади держави в судову процедуру значно сприяло збереженню стану непевності. Врешті-решт, спосіб, у який завершився судовий процес, здається, не відповідає зобов'язанню держави реагувати з більшою послідовністю на ситуацію, в якій знаходився заявник.
Як наслідок, заявник повинен був переживати цю непевність протягом періоду, коли початкова вартість його акцій знизилася, що потягло за собою зміни в можливостях заявника керувати ЗАТ «Совтрансавто-Луганськ» та контролювати його майно.
У цій справі Суд визнав порушення ст. 1 Протоколу № 1 (право на мирне володіння майном), бо спосіб, у який проводився та закінчився судовий розгляд справ, як і ситуація невпевненості, якої зазнав заявник, порушили «справедливу рівновагу» між вимогами суспільного інтересу та потребою захищати право заявника на повагу до його майна. Як наслідок, держава не забезпечила виконання свого зобов'язання гарантувати заявникові ефективне користування своїм правом власності, як передбачає ст. 1 Протоколу № 1.
Крім того, Суд зазначив, що несправедливий характер провадження у цій справі мав прямий зв'язок із правом заявника на повагу до його майна. Численні випадки втручання в судове провадження у цій справі українських органів державної влади на найвищому рівні є такими, що суперечать поняттю «безсторонній і незалежний суд» в сенсі § 1 ст. 6 Конвенції, а також відображають брак поваги до самого функціонування судової гілки влади.

### Результат
25 липня 2002 року у Рішенні по суті Суд:
- Вирішив одноголосно, що є порушення першого параграфу статті 6 Конвенції;
- Вирішив шістьма голосами проти одного, що є порушення статті 1 Протоколу № 1.

2 жовтня 2003 року у Рішенні щодо справедливої сатисфакції Суд присудив з України на користь заявника:
- 500 000 € (п'ятсот тисяч євро) як відшкодування за матеріальну шкоду;
- 75 000 € (сімдесят п'ять тисяч євро) як відшкодування за моральну шкоду;
- 50 000 € (п'ятдесят тисяч євро) як відшкодування судових витрат.

На момент проголошення Рішення, сума присудженої компенсації була рекордною для справ проти України.

## Значення справи
Згідно зі ст. 17 Закону України «Про виконання рішень та застосування практики Європейського суду з прав людини», українські суди застосовують при розгляді справ Конвенцію та практику Суду як джерело права.
Рішення мало велике значення для осмислення незалежності суду в Україні, оскільки Суд установив неприпустимість втручання будь-кого у процесуальну діяльність при розгляді конкретних справ. Крім того, засуджено існування в Україні до 2001 року можливості скасування остаточних судових рішень в порядку нагляду і встановлено, що така можливість порушує принцип правової певності як складову принципу верховенства права, оскільки судове рішення може у будь-який момент бути поставлене під сумнів.
Рішення є вартим уваги ще й тому, що Суд констатував, що Українська держава не здатна забезпечити справедливий судовий розгляд майнового спору між приватними сторонами, тим самим сприяє стану непевності власника щодо свого майна і не забезпечує право особи на вільне володіння майном, а отже, повинна відшкодовувати потерпілій стороні шкоду.
«Рішення у цій справі створило прецедент, який має значний вплив на подальшу практику як українського судочинства, так і самого Європейського суду».
«Фактично можна говорити про те, що жодне право в Україні, в тому числі право власності, не може бути ефективно захищене, оскільки не працює судова система та механізми виконання рішень національних судів».